# コマイ属
コマイ属（コマイぞく）は、タラ科の属の1つ。

## 種
2013年現在、コマイ属は、2種:
- コマイ Eleginus gracilis (Tilesius, 1810) (Saffron cod)
- Eleginus nawaga (Walbaum, 1792) (Navaga)